# Julien Benda

‎
Julien Benda, francoski filozof, pisatelj, pamfletist in kritik, * 26. december 1867, Pariz, Francija, † 7. junij 1956,
Fontenay-aux-Roses, Francija.
Benda je bil nasprotnik Bergsonovega intucionizma, iracionalizma in neoromantičnega sloga. Boril se je za svobodo umetnosti, znanosti in je bil zagovornik demokracije.
Njegova glavna dela so: O uspehu bergsonizma (Le bergsonisme - 1912), Izdaja klerikov
(La trahison des clerc - 1927) in Veliki preskus demokracije (La grande epreuve des democraties - 1942).